# Lanzerotto Malocello (destroyer)
Le Lanzerotto Malocello (fanion « MC » - « MO » en 1942) était un destroyer italien de la classe Navigatori lancé en 1929 pour la Marine royale italienne (en italien : Regia Marina).

## Conception et description
Commandés en 1926, ces navires ont été construits pour la Regia Marina en réponse aux grands contre-torpilleurs des classes Jaguar et Guépard construits pour la Marine française. Ces navires étaient nettement plus grands que les autres destroyers italiens contemporains et étaient initialement classés comme croiseur éclaireur, la reconnaissance aérienne prenant alors de l'ampleur. Ils ont été reclassés dans la catégorie des destroyers en 1938.
Les navires de la classe Navigatori avaient une longueur totale de 107,3 mètres, une largeur de 10,2 mètres et un tirant d'eau moyen de 3,5 mètres. Ils déplaçaient 1 900 tonnes à charge normale et 2 580 tonnes à charge profonde. Leur effectif en temps de guerre était de 222-225 officiers et hommes de troupe.
Les Navigatori étaient propulsés par deux turbines à vapeur Belluzzo, chacune entraînant un arbre d'hélice et utilisant la vapeur fournie par quatre chaudières Yarrow. Les turbines étaient conçues pour produire 55 000 chevaux-vapeur (41 000 kW) et une vitesse de 32 nœuds (59 km/h) en service, bien que les navires aient atteint des vitesses de 38-41 nœuds (70-76 km/h) pendant leurs essais en mer alors qu'ils étaient légèrement chargés.Ils transportaient suffisamment de mazout qui devait leur donner une autonomie de 3 800 milles nautiques (7 000 km) à une vitesse de 18 nœuds (33 km/h).
Leur batterie principale était composée de six canons de 120 millimètres dans trois tourelles jumelées, une à l'avant et à l'arrière de la superstructure et la troisième au milieu du navire. La défense antiaérienne (AA) des navires de la classe Navigatori était assurée par une paire de canons AA de 40 millimètres dans des supports simples situés à l'avant de la cheminée et une paire de supports jumelés pour des mitrailleuses de 13,2 millimètres. Ils étaient équipés de six tubes lance-torpilles de 533 millimètres dans deux supports triples au milieu du navire. Le Navigatori pouvait transporter de 86 à 104 mines.
Les navires étaient rapides, mais manquaient de stabilité et ont été reconstruits avec des étraves en forme de clipper, une largeur accrue et une superstructure réduite à la fin des années 1930.
Pendant la guerre, les tubes lance-torpilles ont été remplacées par des tubes triples de 533 mm et des canons anti-aériens supplémentaires ont été ajoutés.

## Construction et mise en service
Le Lanzerotto Malocello est construit par le chantier naval Ansaldo à Sestri Ponente dans la province de Gênes en Italie, et mis sur cale le 30 août 1927. Il est lancé le 14 mars 1929 et est achevé et mis en service le 18 janvier 1930. Il est commissionné le même jour dans la Regia Marina.

## Histoire du service

### Le nom
Le Malocello a pris son nom du navigateur génois Lanzerotto Malocello, né à Varazze au XIIIe siècle, découvreur des îles Canaries. L'île de Lanzarote porte son nom.

### Les années 30
Bien que le Malocello ait été le premier à être construit dans le chantier naval, c'est la cinquième unité de la classe qui est entrée en service au début de 1930 en tant que croiseur éclaireur. Après quelques mois d'activité d'entraînement, il retourne au chantier naval pour subir la première série de modifications visant à améliorer la stabilité (allègement et abaissement des superstructures), ainsi que le remplacement du gouvernail (1932) et des tubes lance-torpilles,.
Reprenant du service le 18 octobre 1930 et affecté au groupe de la IIe Division légère, il reçoit le drapeau de combat (fourni par la municipalité de Varazze) à Gênes le 8 décembre 1931.
Entre ces deux dates, entre la fin de 1930 et le début de 1931, il opère avec d'autres unités de la classe pour soutenir la croisière aérienne transatlantique Italie-Brésil d'Italo Balbo,.
Le 28 juin 1935, au cours d'un exercice de nuit (simulation d'une attaque), il entre en collision avec son navire-jumeau (sister ship) le Nicolò Zeno. Les deux navires sont gravement endommagés et sur le Malocello, il y a cinq morts et six blessés,. L'unité doit passer quelques mois en réparation.
Entre 1936 et 1938, il participe à la guerre civile espagnole,. Rétrogradé en destroyer en 1938 et attaché au groupe de destroyers de réserve de la IVe division navale, le 5 juillet 1939, il quitte La Spezia (sa base jusqu'alors) et passe des périodes de stationnement à Tanger et Leros.
De retour au pays, il reste au chantier naval de Livourne du 2 janvier au 31 mars 1940 et est soumis aux grands travaux d'agrandissement de la coque et de refonte de la proue, ainsi qu'à une augmentation de l'armement,.
Reprenant du service le 31 mars 1940, il est affecté au XVe escadron de destroyers, dépendant de la IVe division de croiseurs au sein de la IIe escadre navale.

### La Seconde Guerre mondiale

#### 1940
Lorsque l'Italie est entrée dans la Seconde Guerre mondiale, il fait partie de la XIVe escadron de destroyers, avec ses navires-jumeaux Ugolino Vivaldi, Antonio da Noli et Leone Pancaldo. Il est principalement employé dans des missions de déminage et surtout d'escorte de convois, au cours desquelles il a l'occasion d'attaquer des sous-marins, de récupérer des survivants de navires coulés et d'abattre des avions ennemis.
Entre le 30 juillet et le 1er août 1940, il fournit une escorte indirecte - avec ses navires-jumeaux Antonio Pigafetta et Nicolò Zeno, les croiseurs Pola, Zara, Fiume, Gorizia, Trento, Alberico da Barbiano, Alberto di Giussano, Eugenio di Savoia, Luigi di Savoia Duca degli Abruzzi, Muzio Attendolo, Raimondo Montecuccoli et les IXe, XIIe, XIIIe et XVe escadron de destroyers pour un total de 11 unités - à deux convois pour la Libye, qui voient en mer un total de 10 navires marchands, 4 destroyers et 12 torpilleurs.
Le 7 octobre, il est envoyé avec le Vivaldi et le da Noli pour attaquer des unités ennemies, mais ne parvient pas à les trouver.

#### 1941-42
Dans la nuit du 7 au 8 janvier 1941, avec les jumeaux Vivaldi, Da Noli et Luca Tarigo et les torpilleurs Vega et Sagittario, il pose les champs de mines "X 2" et "X 3" (180 mines chacun) au large de Cap Bon.
Le 22 janvier, il prend en charge, avec le Vivaldi, le da Noli et le Tarigo, les destroyers Freccia et Saetta pour escorter, sur la route Naples-Trapani, les transports de troupes Marco Polo, Conte Rosso, Esperia et Victoria. Le convoi atteint Tripoli sans encombre le 24, malgré une attaque du sous-marin britannique HMS Unique (N95) contre le Esperia, qui n'est même pas remarquée.
Le 5 mars, il appareille de Naples en escortant, avec les destroyers Lampo, da Noli, Vivaldi et Folgore, les transports allemands Ankara, Reichenfels, Marburg et Kybfels. Après une escale à Palerme le 8, le lendemain le convoi poursuit sa route vers la Libye.
Du 2 au 4 avril, avec le Vivaldi et le da Noli, il escorte le transport de troupes Galilea (torpillé et sérieusement endommagé quelques jours auparavant par le sous-marin britannique HMS Upright) et les navires marchands Ankara, Reichenfels, Marburg et Kybfels. de Tripoli à Naples pour leur voyage de retour.
Toujours en avril, il participe aux opérations de sauvetage des survivants du convoi "Tarigo", détruit par une formation de destroyers britanniques le 16 avril (Bataille des îles Kerkennah).
Du 4 au 5 mai, il escorte de Naples à Tripoli, avec ses navires-jumeaux Vivaldi et da Noli et le torpilleur Pegaso, un convoi composé des transports de troupes Victoria et Calitea et des cargos Andrea Gritti, Barbarigo, Sebastiano Venier, Marco Foscarini et Ankara.
Le 14 juillet, il escorte de Tripoli à Naples, avec les destroyers Fuciliere et Alpino et les torpilleurs Orsa, Procione et Pegaso, les transports Rialto, Andrea Gritti, Sebastiano Venier, Barbarigo et Ankara. Le sous-marin britannique HMS P33 torpille et coule le Barbarigo à la position géographique de 36° 27′ N, 11° 54′ E, étant ensuite sérieusement endommagé par la réaction de l'escorte, tandis que le reste du convoi atteint Naples le 16.
Le 13 août, il appareille de Naples pour escorter vers Tripoli, avec les destroyers Vivaldi, Folgore, Strale et Fulmine et le torpilleur Orsa, un convoi composé des transports Andrea Gritti, Rialto, Vettor Pisani, Francesco Barbaro et Sebastiano Venier. Ce convoi arrive sain et sauf le 15 malgré des attaques aériennes (au cours desquelles un canon du Vivaldi explose accidentellement) et sous-marines.
Dans la nuit du 12 au 13 octobre, il aurait dû procéder à la pose d'un champ de mines, avec les destroyers Ugolino Vivaldi, Camicia Nera, Antonio Pigafetta, Giovanni da Verrazzano et Aviere et les croiseurs légers Eugenio di Savoia, Raimondo Montecuccoli et Emanuele Filiberto Duca d'Aosta, mais l'opération a été annulée après le départ en mer de la Mediterranean Fleet (flotte britannique de la Méditerranée).
En novembre, le capitaine de frégate (capitano di fregata) Mario Leoni prend le commandement de l'unité.
Le 20 novembre, il escorte de Tarente à Benghazi, avec son navire-jumeau Zeno et le torpilleur Partenope (ajouté plus tard, venant de Benghazi) les navires à moteur Città di Palermo et Città di Tunisi.
A 15h00 le 13 décembre, il appareille de Tarente avec ses navires-jumeaux Vivaldi, da Noli, Nicoloso da Recco et Zeno et rejoint le groupe d'escorte indirecte - cuirassés Littorio et Vittorio Veneto, destroyers Granatiere, Bersagliere, Fuciliere et Alpino, torpilleurs Clio et Centauro - dans l'opération "M 41", qui est cependant ravagée par des attaques de sous-marins (qui endommagent le Vittorio Veneto et coulent deux navires marchands, le Filzi et le Del Greco).
Du 16 au 18 décembre, dans le cadre de l'opération de trafic "M 42", il escorte de Tarente à Tripoli, avec ses navires-jumeaux Vivaldi, Da Noli, Da Recco, Zeno et Emanuele Pessagno, le convoi "L", composé des modernes navires à moteur Napoli, Monginevro et Vettor Pisani (au début, les navires voyagent ensemble avec un autre convoi, le " N " - navire à moteur Ankara, destroyer Saetta, torpilleur Pegaso - se séparant ensuite au large de Misurata).
Le 3 janvier 1942 à 16h00, il quitta Naples - avec le cuirassé Duilio, les croiseurs légers Garibaldi, Montecuccoli et Attendolo et les destroyers Maestrale, Scirocco, Vincenzo Gioberti et Alfredo Oriani - pour fournir une escorte indirecte pendant l'opération "M. 43". Il prévoyait l'envoi de trois convois (qui voient en mer les navires marchands Monginevro, Nino Bixio, Lerici, Gino Allegri, Monviso et Giulio Giordani et une escorte directe fournie par les destroyers Vivaldi, Da Recco, Usodimare, Bersagliere, Fuciliere, Freccia et par les torpilleurs Procione, Orsa, Castore, Aretusa et Antares) des ports de Messine, Tarente et Brindisi, tous dirigés vers Tripoli. Après l'arrivée des transports au port (qui a eu lieu le 5), le Malocello et les autres unités du groupe rentrent à la base à 4h20 le 6 février.

#### 1943
Le 22 janvier, il fait partie - avec les destroyers Vivaldi, Camicia Nera, Da Noli, Geniere et Aviere et les torpilleurs Orsa e Castore - de l'escorte directe de l'opération "T. 18" (convoi formé par le transport de troupes Victoria - parti de Tarente - et par les cargos Ravello, Monviso, Monginevro et Vettor Pisani - partis de Messine -, avec un total de 15 000 tonnes de matériel, 97 chars, 271 véhicules et 1 467 hommes). Le 23, pendant la navigation, le Victoria est immobilisé puis coulé par deux attaques de bombardiers-torpilleurs, tandis que le reste du convoi arrive à destination,..
Le 21 février, il participe à l'opération de trafic "K 7" en escortant, avec les destroyers Strale, Nicolò Zeno', Ugolino Vivaldi et Premuda et le torpilleur Pallade, un convoi composé des transports Monginevro, Ravello et Unione sur la route de Messine (d'où le convoi est parti à 17h30 le 21) à Tripoli.
Le 13 juin à 16h30, il appareille de Cagliari (sous le commandement du capitaine de frégate Mario Leoni) avec le Vivaldi et le Zeno pour attaquer - avec la VIIe division de croiseurs (Montecuccoli et Eugenio di Savoia) et le Xe escadron de destroyers (Premuda, Gioberti, Ascari, Oriani) - le convoi britannique "Harpoon" dans le cadre de la bataille de la mi-juin,,. Au début de la bataille, le Vivaldi et le Malocello (le Zeno était rentré à cause d'une panne de moteur, tout comme le Gioberti) se trouvent à l'arrière de la formation et, comme le Malocello a subi une panne de moteur qui a réduit sa vitesse à 28 nœuds, à 5h38 ils reçoivent l'ordre d'attaquer les navires marchands du convoi,. À 5h44, alors qu'ils s'approchent du convoi, le Vivaldi et le Malocello sont pris pour cible par les destroyers britanniques HMS Marne (G35) et HMS Matchless (G52) d'une distance de 18 000 mètres. À 5h58, les deux navires italiens ouvrent le feu sur d'autres destroyers arrivés entre-temps, pensant avoir touché l'un d'entre eux (le HMS Badsworth (L03), mais en réalité il n'a subi aucun dommage) et manquant le navire polonais ORP Kujawiak (L72). À 5h59, pensant impossible d'approcher le convoi, bien défendu et s'éloignant, le Malocello lance une torpille de 5 800 mètres contre le ORP Kujawiak (qui l'évite par une manœuvre cinq minutes plus tard; le Vivaldi lance également deux torpilles, sans succès, contre les transports Troilus et Chant),. Le Vivaldi et le Malocello continuent ensuite à tirer sur les cargos et le HMS Marne, alors qu'ils émergent des écrans de fumée posés par les navires britanniques,. À 6h07, le Vivaldi est touché par le HMS Matchless, il est rapidement incendié et immobilisé. Le Malocello lui prête assistance en le défendant contre les attaques des navires britanniques (entre-temps rejoints par d'autres destroyers), qui se sont approchés jusqu'à 4 000-5 000 mètres, et en le couvrant d'écrans de fumée (à 6h20, les deux unités sont momentanément découvertes par le brouillard artificiel, mais y reviennent peu après),. Le Malocello ouvre ensuite le feu contre le destroyer HMS Bedouin (F67). À 6h36, le croiseur HMS Cairo (D87) et le destroyer HMS Ithuriel (H05) ouvrent le feu contre les deux navires italiens. Le commandant du Vivaldi, le capitaine de vaisseau (capitano di vascello) Ignazio Castrogiovanni, ordonne au commandant du Malocello, Leoni, de rompre le contact et de s'éloigner, mais ce dernier décide au contraire de contre-attaquer et lance (même si sans succès) deux torpilles de 7 000 mètres contre le HMS Cairo, en tirant en même temps sur le HMS Ithuriel. Après une heure et demie de combat rapproché, les navires britanniques se replient. Le Malocello (qui entre-temps est aidé par les destroyers Oriani, Ascari et Premuda, bien que trop tard pour prendre part à la bataille) aide le Vivaldi, qui a réussi à redémarrer, sur la route du retour. Il fournit au navire endommagé les moyens de maîtriser les incendies et prend à bord les blessés et les brûlés. À 9h25, l'unité prend le Vivaldi en remorque, mais vers 9h30, les deux navires sont attaqués sans succès par erreur par 9 bombardiers-torpilleurs italiens Savoia-Marchetti SM.84 puis par des bombardiers britanniques. Le Malocello, sorti des câbles de remorquage, manœuvre en évitant plusieurs torpilles lancées à une distance de 2 000 mètres (le Premuda prend alors le Vivaldi en remorque),. Le navire peut finalement atteindre Naples. Dans tout le combat, le Malocello a tiré 329 obus de 120 mm. Pour la défense acharnée du Vivaldi, le navire reçoit une médaille d'argent pour sa valeur militaire.
D'août à décembre 1942, il reste à l'Arsenal de La Spezia pour d'importants travaux au cours desquels il est également équipé du radar de fabrication allemande "De.Te" ; il subit également le remplacement des tubes lance-torpilles arrière et des mitrailleuses de 13,2 mm par deux mitrailleuses de 37 mm et sept mitrailleuses de 20 mm respectivement,. Le Malocello reprend le service en janvier 1943, pendant la période la plus difficile de la guerre des convois, en opérant avec les autres unités survivantes sur la "route de la mort", c'est-à-dire la route obligatoire entre les champs de mines qui relient l'Italie à la Tunisie. Il effectue diverses missions de transport rapide de troupes de Trapani à Tunis.
Le soir du 23 mars 1943, sous le commandement du capitaine de frégate Carlo Rossi (né à Campo Ligure le 21 juillet 1901), il part de Pozzuoli avec les destroyers Pancaldo et Camicia Nera pour transporter des troupes allemandes à Tunis. Le matin du 24, un quatrième destroyer, le Ascari, est ajouté et devient chef de formation,,. À 7h28 du matin du 24 mars, alors qu'il navigue à 27 nœuds avec un cap en zigzag non loin du Cap Bon, le Malocello heurte une mine (posée quelques jours auparavant par le mouilleur de mines britannique HMS Abdiel (M39)) et est sérieusement endommagé, puis gîte,. La plupart des membres de l'équipage de la chauffeerie sont tués par le souffle de l'explosion ou par la vapeur surchauffée s'échappant des tuyaux brisés. Quelques hommes tombent ou sautent à l'eau, le reste de l'équipage et les troupes reste aligné sur le pont en attendant les secours,. Pendant que le Pancaldo et le Camicia Nerasont envoyés, le Ascari se met à côté du Malocello pour transférer l'équipage et les troupes, mais le système "TAG" détectée une torpille obligeant le Ascari à accélérer et à s'éloigner du Malocello,. À 8h35, l'ordre d'abandonner le navire est donné et dix minutes plus tard, une heure et quart après l'impact contre la mine, à 8h45, le Malocello chavire, se brise en deux et coule à 28 milles nautiques (52 km) au nord du cap Bon,,,. Le Ascari aussi, alors qu'il secourait les survivants du navire coulé, dispersés par la mer agitée dans un rayon de plus d'un kilomètre (certains canots de sauvetage chavirent), heurte trois mines: la première a détruit la proue, la deuxième a enlevé la poupe et la troisième a provoqué son naufrage, à 13h20,.
Quatre heures après le naufrage du Ascari (et presque neuf après celui du Malocello) des vedettes-torpilleurs MAS (Motoscafo Armato Silurante) partis de Bizerte et de Pantelleria récupèrent les survivants des deux navires: 96 officiers et marins des équipages (sur 489) et une centaine de soldats allemands (sur 650),.
Du Malocello le commandant Rossi et 198 entre officiers, sous-officiers et marins (contre seulement 42 survivants) disparaissent dans la mer, ainsi que quelques centaines de soldats allemands,. Parmi les disparus, il y a le directeur du tir, le lieutenant de vaisseau (tenente di vascello) Adolfo Gregoretti, qui, faisant de son mieux pour sauver le plus de vies possible, a donné sa propre bouée de sauvetage à un marin et a coulé avec le navire: sa mémoire a été récompensée par la médaille d'or de la valeur militaire,.
L'unité avait effectué 149 missions en temps de guerre (68 d'escorte, 6 de recherche de l'ennemi, 6 de pose de mines, 2 de lutte anti-sous-marine et le reste de transfert, transport ou autre), couvrant un total de 61 709 milles nautiques (114 285 km),.

### Commandement
Commandants
- Capitaine de frégate (Capitano di fregata) Roberto Servadio Cortesi (né le 3 février 1899) (10 juin 1940 - 21 décembre 1940)
- Capitaine de frégate (Capitano di fregata) Nicolò Del Buono (né à Caserte le 12 novembre 1899) (22 décembre 1940 - 8 novembre 1941)
- Capitaine de frégate (Capitano di fregata) Mario Leoni (né à Trieste le 18 février 1901) (9 novembre 1941 - 4 août 1942)
- Capitaine de frégate (Capitano di fregata) Piero Francesco Tona (né à Maserà di Padova le 18 décembre 1903) (5 août 1942 - 22 octobre 1942)
- Capitaine de frégate (Capitano di fregata) Carlo Rossi (né à Campo Ligure le 21 juillet 1901) (+) (23 octobre 1942 - 24 mars 1943)